# Mikvé

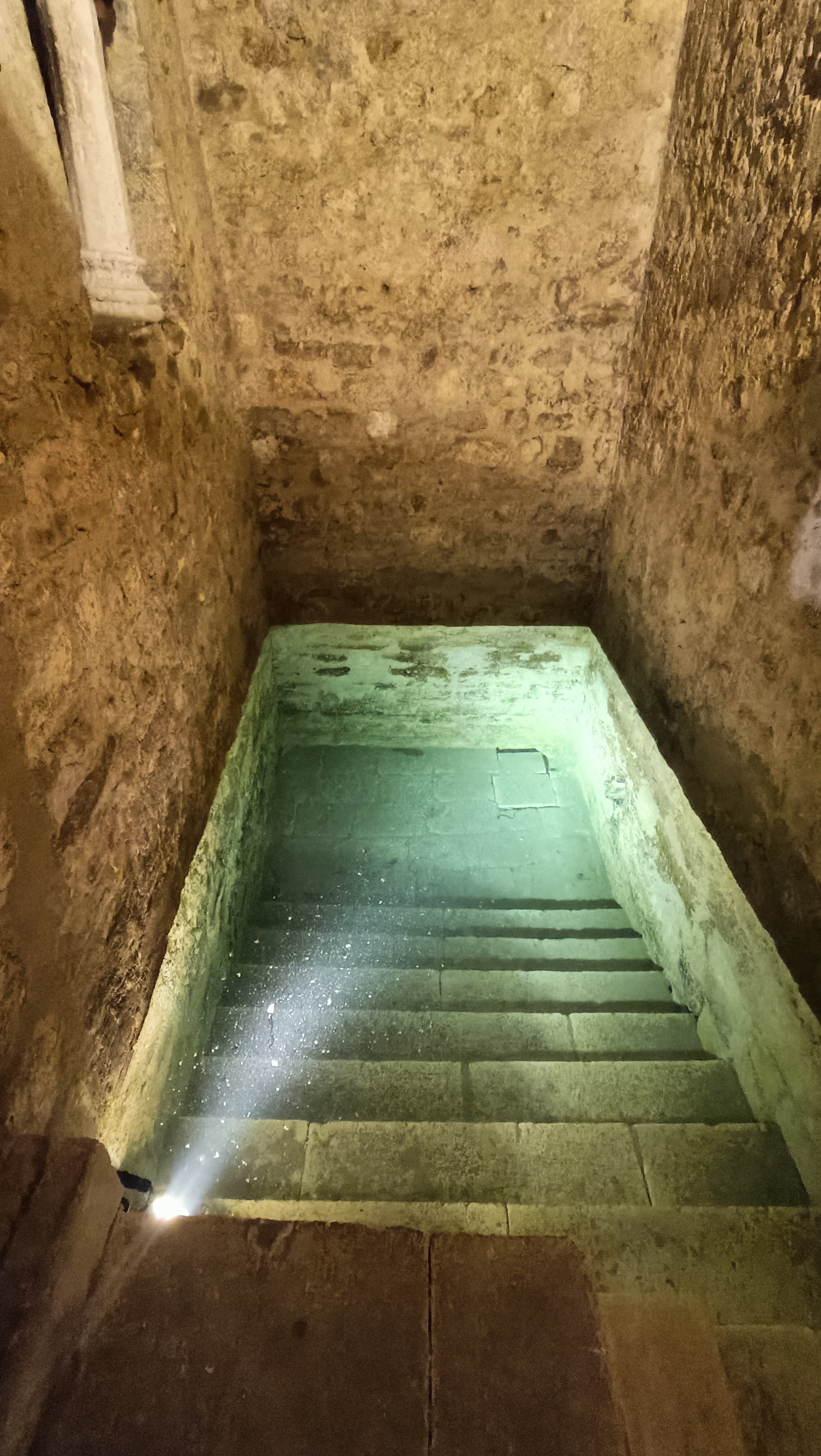
Le Mikvé de Montpellier en 2022.

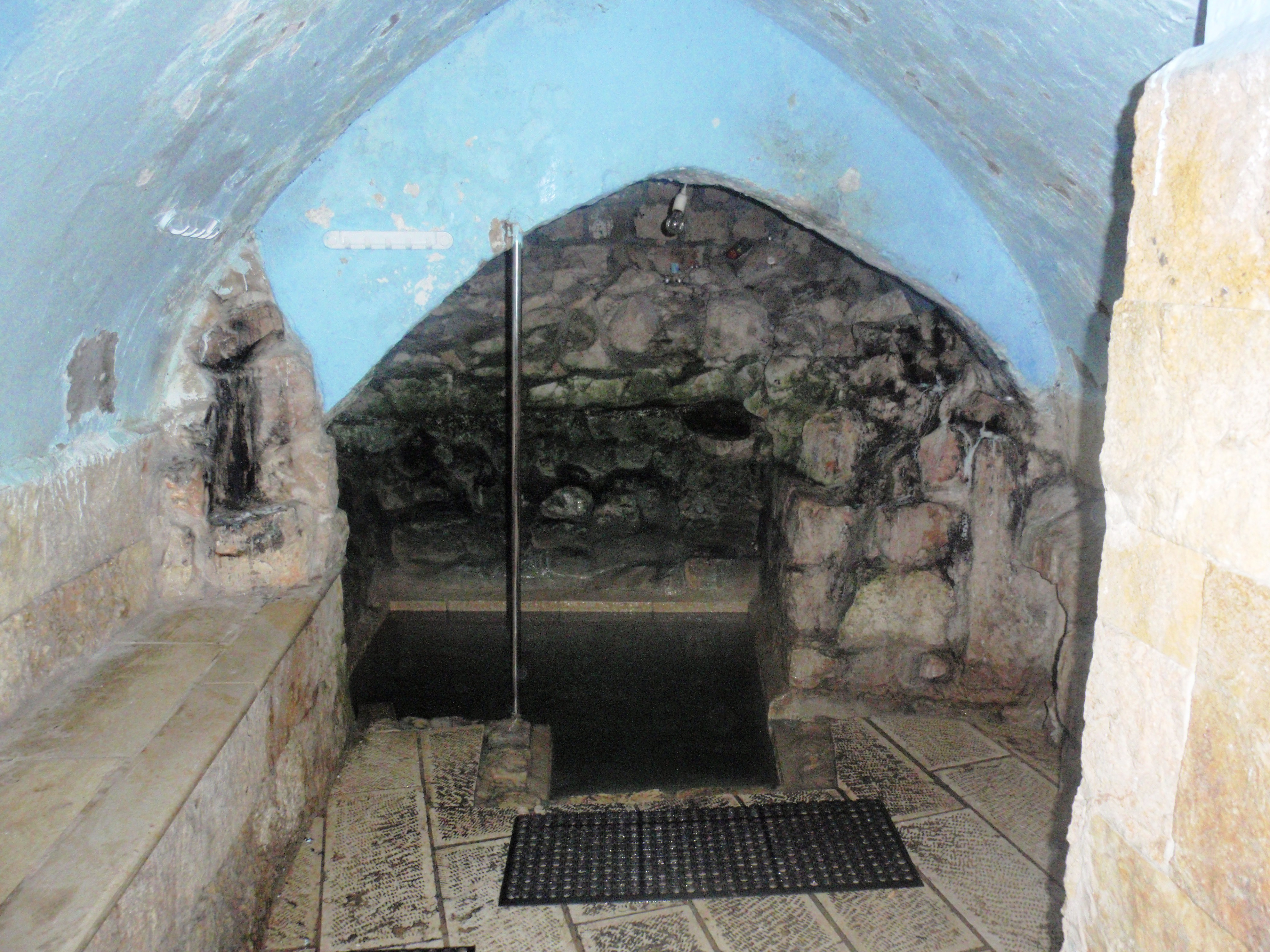
Le Mikvé du Ari (Isaac Luria) à Safed.

Le mikvé ou mikveh ou miqwah (en hébreu : מִקְוָה ; au pluriel : מקואות mikvaot ou miqwaoth ) est un bain rituel utilisé pour l'ablution nécessaire aux rites de pureté familiale dans le judaïsme. C'est l'un des lieux centraux de la vie communautaire juive, avec la synagogue et l'école juive (yechiva).

## Étymologie

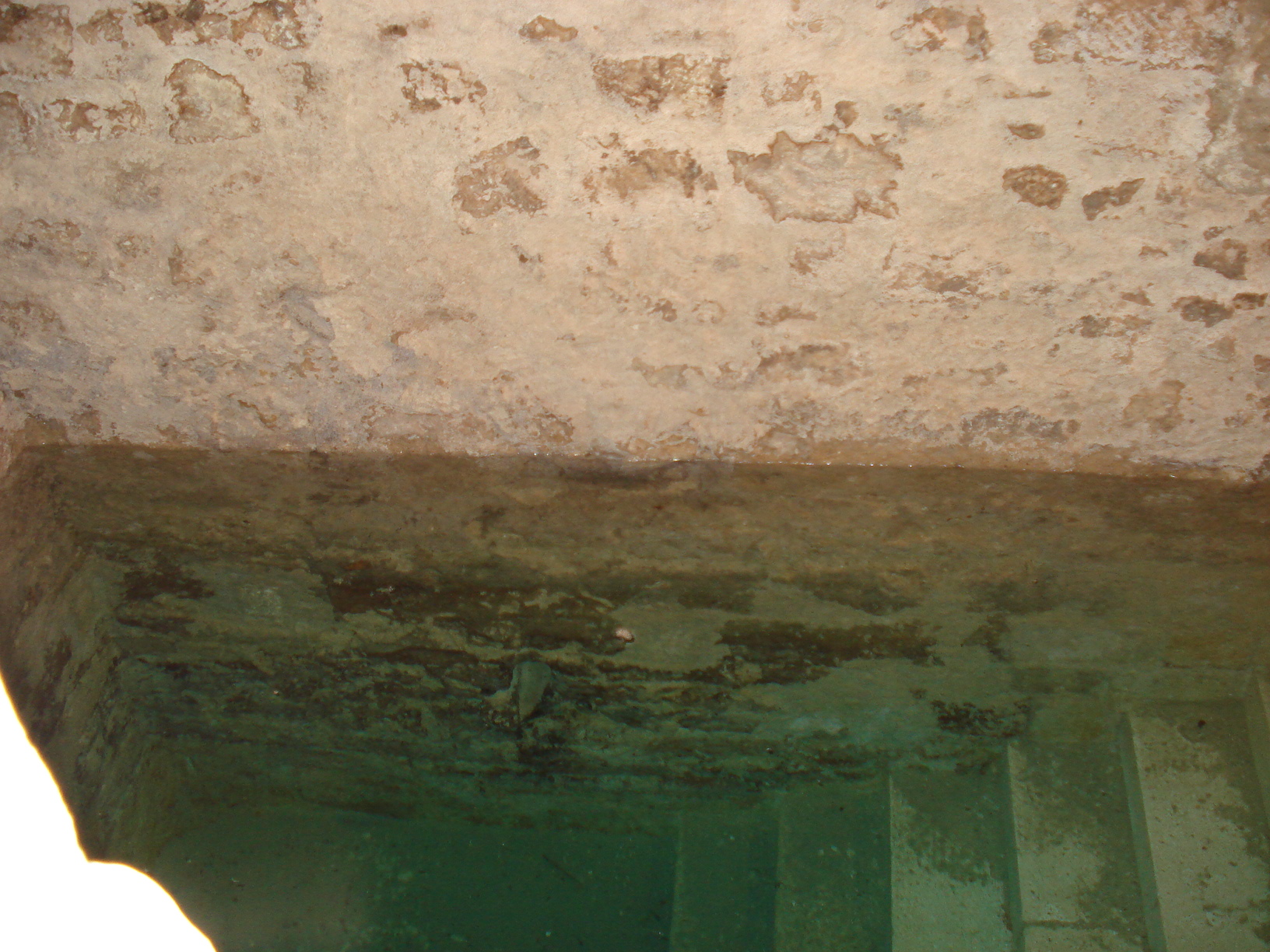
Mikvé de Montpellier (Hérault), datant du Moyen Âge.

Le terme mikvé est présent dans l'Ancien Testament où il signifie une « collection d'eau » ou un « rassemblement d'eau »,. Ainsi, ce terme désigne une étendue d'eau, comme une source ou un lac.

## Généralités
Le mikvé est un bain rituel utilisé par les personnes juives pour se purifier et sortir d'une situation d'impureté,. Il s'agit donc à la fois du bassin et de l'édifice permettant cette immersion que d'un ensemble de pratiques religieuses.
Le mikvé n'est pas un bain à vocation hygiénique.
Sur le plan architectural, les édifices correspondant aux mikvé sont constitués d'un bassin creusé en sous-sol.
Les mikvé sont des lieux importants de la vie communautaire juive. En supplément de leur fonction rituelle, ils ont également un rôle de socialisation et de rencontre.

## Fonction rituelle

### Purification

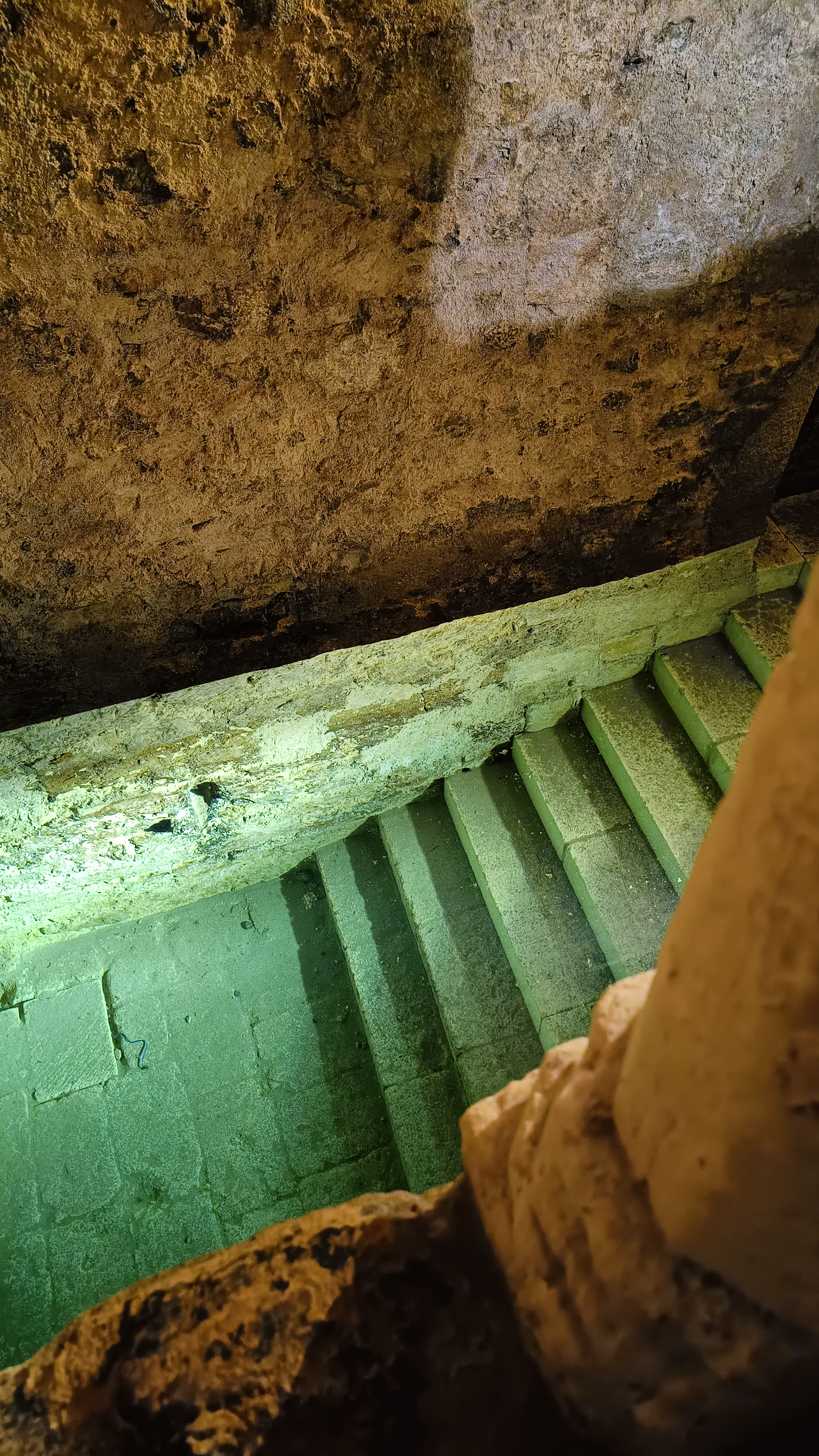
Le Mikvé de Montpellier en 2022.

Selon la Tradition juive, l'immersion rituelle dans une eau pure permet aux personnes de sortir des situations d'impureté,. La plupart des prescriptions d'immersion concernent les femmes, mais les hommes doivent également s'astreindre à cette pratique lors de certaines occasions. 
L'immersion au mikvé concerne principalement les femmes, en relation avec la maternité et le cycle menstruel,,,. Celles-ci doivent en effet pratiquer une immersion rituelle (trois immersions successives) à la fin de leurs règles. L'immersion est également requise après la naissance d'un enfant. Enfin, le bain au mikvé est également un élément traditionnel lors des noces. Les jeunes femmes s'immergent ainsi la veille des célébrations. 
Pour certaines occasions particulières, les hommes peuvent également prendre un bain au mikvé,. Ces évènements sont communautaires et festifs (ex : Yom Kippour) ou individuels (ex : mariage). 
Le rite de conversion au judaïsme implique également une immersion au mikvé,. 
Sous l'influence du judaïsme nord-américain, l'immersion rituelle non prescriptive (uniquement pour exprimer sa piété et sa dévotion) tend à se développer. Ainsi, des problématiques d'infertilité ou un divorce peuvent être purifiées grâce à un bain au mikvé.

### Le mikvé dans le judaïsme karaïte
Les juifs karaïtes ne considèrent pas l'usage rabbinique de la purification dans un mikvé comme obligatoire. Ils estiment que l'eau courante (y compris une douche) permet la purification.
Pour eux, le mikveh est une invention tardive. De fait, l'usage de se purifier dans un cours d'eau semble avoir joui d'une telle popularité dans les cercles rabbanites du passé qu'il ne fallut pas moins qu'un arrêté du Rambam pour l'interdire.

### Divers
Les hassidim vont tous les matins au mikvé.
Les corps des juifs décédés sont trempés dans un mikvé lors de la Tahara, avant l'inhumation.
Complexes, les règles qui régissent les mikvaot sont définies dans le traité homonyme de la Mishnah. L'eau (ou au moins la première quantité versée dans la citerne) ne doit pas y avoir été déversée artificiellement : les eaux de pluie sont par conséquent la source la plus utilisée pour pratiquer un mikvé.
Telle est l'origine du baptême des chrétiens (de baptizein, littéralement « plonger » en grec), « immersion » qui a le même sens stricto sensu que le mot hébreu.
Au XIIe siècle, les femmes juives rabbiniques égyptiennes se rebellent contre les lois de plus en plus strictes de pureté rituelle (niddah) et décident de faire comme leurs voisines juives karaïtes égyptiennes. Abandonnant le bain rituel, elles prendront désormais une douche après une période de sept jours rituellement purs suivant la menstruation.
À son arrivée à la tête de la communauté rabbinique d'Égypte, Maïmonide prend une position ferme contre les femmes et brise la révolte en décrétant que toute femme qui ne s’immergerait pas dans le mikvé devra être répudiée sans recevoir la pension alimentaire convenue dans son contrat de mariage (ketouba).

## Conditions pour la purification

### Pureté de l'eau
Afin de permettre cette purification, l'eau du mikvé doit être pure selon la Tradition,. Elle ne doit pas avoir été manipulée par des humains et donc contenue dans un récipient ou tirée d'un puits. Il s'agit donc d'eau de pluie collectée, de glace fondue voire d'eau de source provenant directement de la roche.
Dans les premiers temps du judaïsme, le cadre pour définir la pureté de l'eau était plus simple et moins contraint. L'unique recommandation était que la personne s'immerge complètement dans l'eau. Toutefois, avec les développements théologiques, la question de l'origine de l'eau (et donc de sa manipulation) est apparue.
Des règles complexes existent pour déterminer le caractère pur ou impur de l'eau contenue dans le bassin. Ces règles dépendent de plusieurs variables, comme le volume d'eau considéré, le volume d'eau impure qui aurait été ajouté, la position de la personne s'immergeant dans l'eau, etc.
L'ensemble des règles régissant les pratiques du mikvé et la construction des édifices, notamment les questions touchant à la pureté de l'eau, font l'objet d'un traité spécifique, le Mikva’ot. Maïmonide a également consacré un ouvrage à cette problématique.

### Absence d'intentionnalité
La question de l'intentionnalité dans l'acte de purification a fait l'objet de débats importants entre les penseurs et théologiens juifs. Dans certains de ses écrits et commentaires, Maïmonide faisait ainsi de l'intentionnalité une condition nécessaire pour la validité de l'acte de purification. Toutefois, sa position sur la question s'avère plus complexe : dans sa codification et ses prescriptions (la Halakha), il rapproche les pratiques liées au mikvé de celles alimentaires, pour lesquelles l'intentionnalité n'est pas une condition nécessaire. C'est finalement cette dernière position, la dispense de l'intentionnalité, qui s'est majoritairement imposée.
Les doctrines juives et musulmanes sur les questions de la purification (et ses liens avec l'intentionnalité) sont proches sur de nombreux points.

## Origine et histoire des pratiques

### Les Écritures
La pratique de l'immersion rituelle tout comme l'architecture du mikvé sont codifiées et décrites dans le Talmud.
Selon Maïmonide, les rites en relation avec le mikvé sont prescrits par les écritures. Le théologien refuse ainsi de considérer les pratiques du mikvé comme pouvant être débattues par les penseurs juifs et évoluées en fonction des périodes historiques ou des contextes géographiques.

### Époque moderne
En Israël, la pratique des bains rituels au mikvé est critiquée dans certaines sphères. À la fin des années 2010, le gouvernement israélien a lancé une campagne publicitaire pour encourager cette pratique.

## Archéologie des édifices

### En Allemagne
- Le mikvé d'Erfurt (Thuringe) est classé au patrimoine mondial de l'UNESCO[Note 2],[5]. Les premières traces du mikvé datent du XIIe siècle. Il est abandonné après un pogrom en 1349 mais réinvesti par une nouvelle communauté juive quelque temps plus tard. Le mikvé est désaffecté en 1452 avec l'expulsion définitive des juifs de la ville, transformé en cave, puis redécouvert par une équipe archéologique en 2007.

### Au Brésil
- Un probable mikvé[Note 3] à Salvador (Bahia) datant du XVIIe siècle[6]. Le judaïsme étant interdit au cours de cette période sur ce territoire, ce mikvé devait vraisemblablement être utilisé de manière clandestine.

### En Espagne
- Le mikvé de Gérone (Gérone, Catalogne) appartenait à un complexe synagogal construit en 1435[7],[8]. L'ensemble a été abandonné lors de l'expulsion d'Espagne des communautés juives, décidée par le roi Ferdinand II d'Aragon à l'été 1492.

### En France
Certains mikvaot sont classés ou inscrits au titre des monuments historiques :
- Le mikvé de Strasbourg (Alsace) date approximativement du XIIIe siècle[9]. Il a été construit par la communauté juive de Strasbourg dont l'installation dans la ville remonte à environ 1150. Selon les historiens, le mikvé a probablement cessé d'être utilisé à partir de 1349 après le pogrom strasbourgeois de la Saint Valentin[Note 4]. Comme d'autres mikvé abandonnés, il a été utilisé ultérieurement par la population comme puits et comme cave. Le mikvé a été redécouvert au début des années 1980 et restauré en 1984. Les vestiges du mikvé sont constitués du bassin et de traces des escaliers. L'eau du mikvé provenait vraisemblablement de la nappe phréatique.
- Le mikvé de Montpellier (Hérault) date du XIIe siècle et a été utilisé durant près de deux siècles[10],[3]. Redécouvert en 1985[11], il est classé aux monuments historiques en 2004. Le mikvé a fait l'objet de plusieurs campagnes de fouilles et est considéré comme l'un des mieux préservés d'Europe par les experts[12]. Les éléments conservés sont le bassin, l'escalier pour s'immerger, le déshabilloir ainsi que d'autres salles et cuves appartenant à un complexe synagogue - mikvé - école rabbinique. Il est probable que l'eau du mikvé provenait de la nappe phréatique.
- Un probable mikvé a été mis au jour par une équipe d'archéologue à Saint-Paul-Trois-Châteaux (Drôme) en 2017[13],[14]. Selon les experts, le mikvé daterait du XIIe ou du XIIIe siècle. Il était implanté dans la juiverie médiévale de la ville[Note 5]. Des traces d'un potentiel bassin partiellement enterré avec une résurgence d'eau souterraine ainsi que d'éléments de pièces attenantes et d'escaliers ont été découverts dans une cave voûtée. Les différents éléments architecturaux sont compatibles avec ceux d'autres mikvé médiévaux.
- Mikvé de Pernes-les-Fontaines ;
- Mikvé de Bischheim ;
- Mikvé de Cavaillon ;
- Mikvé de Bayonne.